# MS Sovereign
El MS Sovereign (anteriormente llamado Sovereign of the Seas) fue un crucero de la clase Sovereign operado por Pullmantur Cruises  y anteriormente por Royal Caribbean International. Su viaje inaugural empezó el 16 de enero de 1988 y su base inicial era el Puerto de Miami. Cuando entró en servicio en 1987, el Sovereign of the Seas fue el barco de pasajeros más grande del mundo.

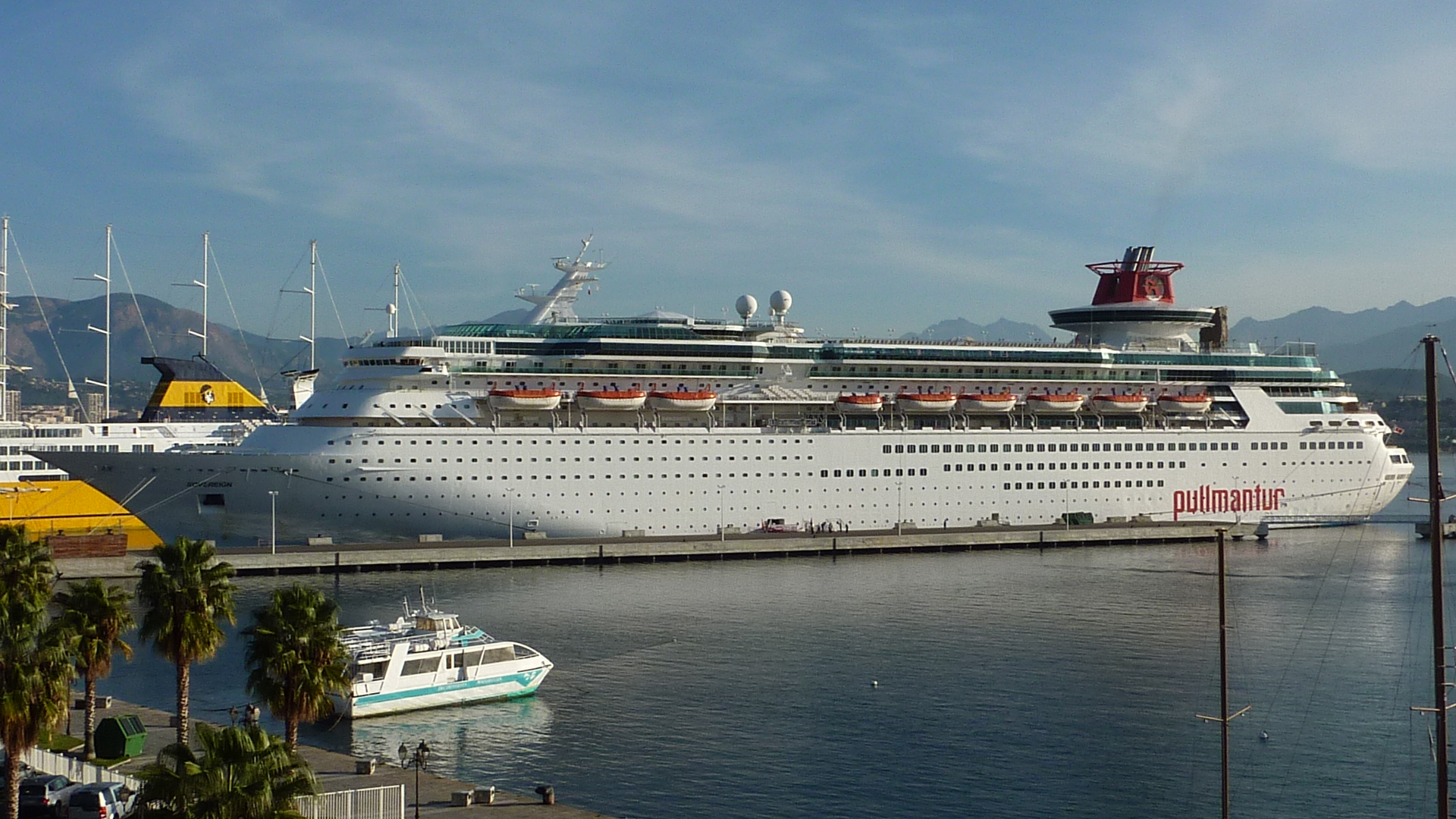
El Sovereign atracó en Ajaccio, Córcega, en 2008 con su librea original de Pullmantur.

El 24 de junio de 2020, debido a las pérdidas económicas causadas por la pandemia de COVID-19, el Sovereign llegó y quedó varado en Aliağa, Turquía, donde fue desmantelado. El desguace comenzó en agosto de 2020. El desguace finalizó en febrero de 2021.